# فالویگ
فالویگ (به آلمانی: Valwig) یک شهر در آلمان است که در کوخم-تسل واقع شده‌است. فالویگ ۴۴۹ نفر جمعیت دارد.